# Hendrik Offereins
Hendrik Offereins (Midwolde (Leek), 18 november 1898 – Hamburg (Neuengamme), 8 januari 1945) was een Nederlands verzetsstrijder tijdens de Tweede Wereldoorlog.
Offereins werd geboren als zoon van de koopman Minus Offereins en Mettje Beukema. Hij was filiaalhouder van een stomerij in Groningen. Offereins verrichtte velerlei verzetswerkzaamheden en werd door de Duitse bezetter gearresteerd in 1944. Hij werd op transport gezet naar Duitsland, waar hij uiteindelijk aan de ontberingen in het concentratiekamp Neuengamme overleed.
Offereins was getrouwd met Sien Kosmeier die de oorlog overleefde en op 92-jarige leeftijd overleed te Groningen en had samen met haar vier kinderen.